# 都庁爆破!
『都庁爆破!』（とちょうばくは!）は、高嶋哲夫原作の小説。ジャンルはアクション・スリラー。2001年発表。宝島社文庫刊。

## あらすじ
クリスマスイブの夜、東京都庁がテロリスト一味に爆破・占拠され、展望台にいた多くの観光客が人質にされる。
家族を人質にされた元自衛隊員の本郷裕二は、単身テロリスト一味に立ち向かう。

## 登場人物
本郷裕二
元自衛隊特殊部隊一等陸尉。
本郷麻由子
本郷の妻。
本郷朝美
本郷の娘。
シャロン
アメリカ海兵隊少佐。本郷の友人。
エム
テロリストのリーダー。

## テレビドラマ
TBSテレビでテレビドラマ化され、2018年1月2日（火曜日）21:00 - 23:15に新春ドラマスペシャルとして放送された。視聴率は8.8%（ビデオリサーチ調べ、関東地区・世帯・リアルタイム）。
ロケは実際の東京都庁および周辺ではなく、愛知県名古屋市で行われた。

### キャスト
- 本郷裕二（元自衛官） - 長谷川博己[6]
- ケイン高村（アメリカ国防総省情報担当次官） - 吉川晃司[6]
- 本郷麻由子（本郷の妻・人質） - 優香[7]
- 海老原実（新宿消防署 レスキュー隊員） - 和田正人[7]
- 桜井結衣（人質） - 早見あかり[7]
- アズマ（テロリストのメンバー） - 毎熊克哉
- 国木田（テロリストのメンバー） - 岡部たかし
- 畑中（警視庁公安部外事第三課刑事） - 玉置玲央[8]
- サラ（テロリストのメンバー） - コトウロレナ[9]
- 柳慎太郎（新宿消防署 レスキュー隊員） - 山本直寛[10]
- 森野（人質） - おかやまはじめ
- 永山（最初に射殺された人質） - 鈴木拓
- 加奈（人質） - 志田彩良
- 川上（人質） - 谷恭輔
- 森野洋子（森野の妻・人質） - 小飯塚貴世江
- 本郷朝美（本郷と麻由子の娘・人質） - 平澤宏々路
- カヤマ（テロリストのメンバー） - TJ Kayama[11]
- 御園朔太郎（内閣総理大臣） - リリー・フランキー[6]
- 大池の秘書 - 田中啓三
- 警視総監 - 山田百貴
- ヘリからの中継レポーター - 桜井聖
- 二ノ宮（都議会議事堂 対策本部スタッフ） - 森山米次
- 森野悟志（森野と洋子の息子・人質） - 川上奏龍[12]
- SIT隊長 - 中村祐志[13]
- 石倉（若い隊員・1年前 爆弾の解除作業を失敗して死亡） - 谷口翔太[14]
- 内閣官房長官 - 薄井伸一[15]
- 劇中アナウンサー - 江藤愛[16]（TV番組）、皆川玲奈（屋外中継）
- 消防隊員 - 石井亮次（CBCアナウンサー）[17]
- テロリストのメンバー - 石田尚巳[18]、林田直樹[19]、望月ムサシ[20]、成田マイケル理希[11]
- 人質 - 相羽あきの[21]、塩崎竜海[22]、武井紗聖[23]、中川わさ美[24]、松澤優花[25]
- 丸山尚人（警視庁公安部外事第三課 刑事） - 小澤征悦[7]
- 大池由紀子（東京都知事） - 寺島しのぶ[6]
- エム（テロリストのリーダー） - 渡部篤郎[6]
- 津村和幸、岩田丸、岸田研二、川口貴弘、片山享、矢嶋俊作、山崎カズユキ、井上浩、山口航太 ほか

### スタッフ
- 脚本 - 山浦雅大、丑尾健太郎、槌谷健
- 演出 - 平川雄一朗
- ロケ協力 - 愛知県フィルムコミッション協議会、なごやロケーションナビ、名古屋市消防局、愛知県消防学校、いばらきフィルムコミッション、土浦フィルムコミッション、土浦市消防本部、木更津ロケーションサービス ほか
- VFX - OXYBOT
- 自衛隊監修 - 越康広
- SIT指導 - 住本祐寿
- 医療指導 - 池添祐大
- タクティカルアドバイザー - 河上洋巳（リトラッシュ）
- スタントコーディネーター - 富田稔
- スタントコーディネーター補 - 吉田浩之
- スタントダブル - 荒川真
- ユーティリティスタント - 内ヶ崎ツトム、市山英貴、谷本峰、川本直弘、後藤健、秋山智彦、川本耕史、渡辺大貴、和田三四郎、木部哲、板垣克、岡本正仁
- ガンエフェクト - BIGSHOT
- 操演 - スプリーム・エフェクト
- 技術協力 - 池田屋
- 照明協力 - ティ・エル・シー
- 美術協力 - アックス
- 制作管理 - ジニアス
- 空撮 - 東通クリエイティブ・ビジョン
- スタジオ - 東宝スタジオ
- プロデューサー - 伊與田英徳、佐野亜裕美、内山雅博（オフィスクレッシェンド）
- 製作著作 - TBS